# 夷隅事件
夷隅事件（いすみじけん）は、1884年11月に千葉県夷隅郡を中心とした房総半島一帯で発生した自由民権運動弾圧事件。

## 概要
自由民権運動の高揚は房総半島にも広がり、夷隅郡でも井上幹・君塚省三・中村権左衛門らが政治結社である以文会を結成（1879年2月11日もしくは1880年11月15日）する。彼らは板垣退助の自由党結成とともに「夷隅自由党」を名乗って支援活動を行うとともに農村部への支持拡大を図り、また松方財政による農村疲弊を救うべく「地租軽減」を求める署名活動を行って4千名の賛同を得た。
ところが、1884年3月に政府によって地租条例が公布されて地租軽減要求が事実上拒否されると、政府に対する批判論が激化、8月25日に長洲・国吉楼（千葉町）にて開かれた千葉懇親演説会には千葉県全域の活動家が集結し、最高潮に達した。9月に加波山事件が発生すると、連日のように県内各地で活動家による演説会が開かれるようになった。そのため、警察側も規制に乗り出し、10月26日に以文会が長志町招魂社にて予定していた「自由酒飲合会」の中止を命じた。だが、以文会側はこれに反発して同日に西南戦争戦没者招魂祭と銘打って開催を強行し、数百人を集めて運動会・懇親会などを開き花火を打ち上げるなど盛大に開かれた。これに激怒した警察は11月2日に以文会の幹事を務めていた君塚省三と高梨正助、幹部の中村孝・岩瀬武司の計4名を逮捕して千葉の寒川監獄署に送る。この日は、加波山事件の首謀者の1人として指名手配されていた富松正安も千葉県の姉崎で逮捕されている。調べの結果、以文会とも関係のある安房自由党員の佐久間吉太郎が富安を一時匿っていたことが判明して佐久間と同党員5名を逮捕（佐久間ら安房自由党員の摘発は「安房事件」として別に扱われる場合もある）、更に招魂祭で花火を調達した官選戸長鈴木丹二も爆発物製造容疑で逮捕された。当初、警察は加波山事件のような爆発物を用いた激化事件の陰謀容疑で調べを進めていたが、そうした証拠が出ず花火を調達した鈴木も容疑不十分で釈放せざるを得なくなった。このため、警察は当時以文会などで起こっていた「自由党員が官選戸長に就任することの是非」に関する議論（以文会は反対論を唱えており、一部には就任者を批判する意見もあった）を官吏侮辱罪とこじつけて以文会のもう1人の幹事である井上幹ら12名を逮捕した。だが、この容疑も強引であったため、千葉軽微裁判所で開かれた裁判は予審段階にて君塚・高梨・中村ら一部被告は無罪とされ、翌1885年4月20日に井上幹・岩瀬武司ら8名が重禁固4箇月・罰金10円の判決を受けた。井上らは東京控訴裁判所に控訴したものの棄却される。同年11月1日に井上らは刑期満了として釈放され、寒川・長崎楼で盛大な出獄慰労会が開かれた。だが、この入獄中に体を壊した井上は翌1886年に急死、以文会は大打撃を受けた。
この事件以後、千葉県内での自由民権運動は弾圧されるようになるが、その一方で合法的運動路線の採用によって民権派と県や警察との折り合いが図られるようになった。また、高梨・君塚らに継承された以文会は自由党→政友会系の有力団体として戦前を通じて千葉県政に大きな影響を与えることになった。